# N.N.

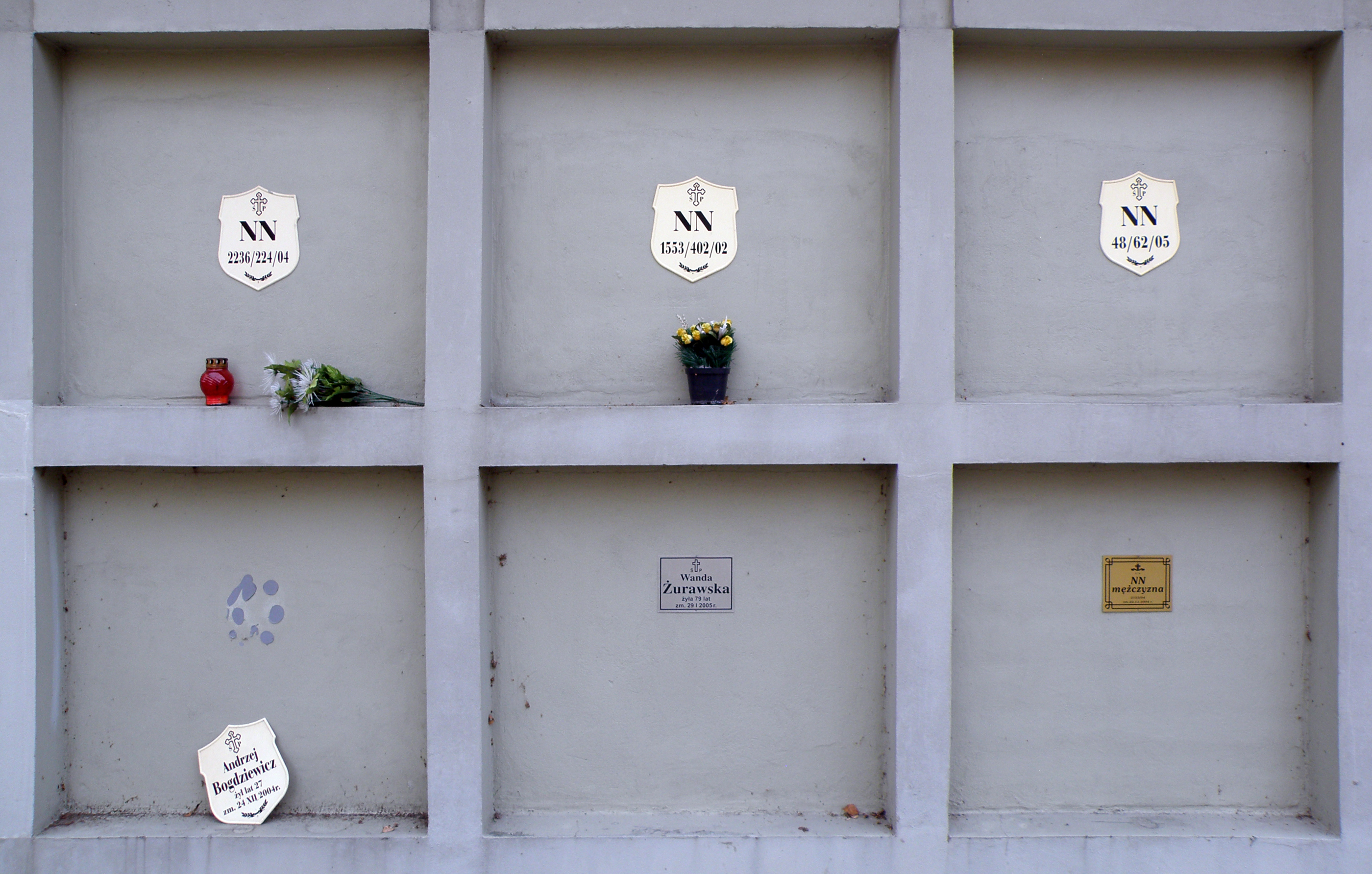
Komunalny Cmentarz Południowy w Warszawie, miejsce pochówku osób określonych jako NN.

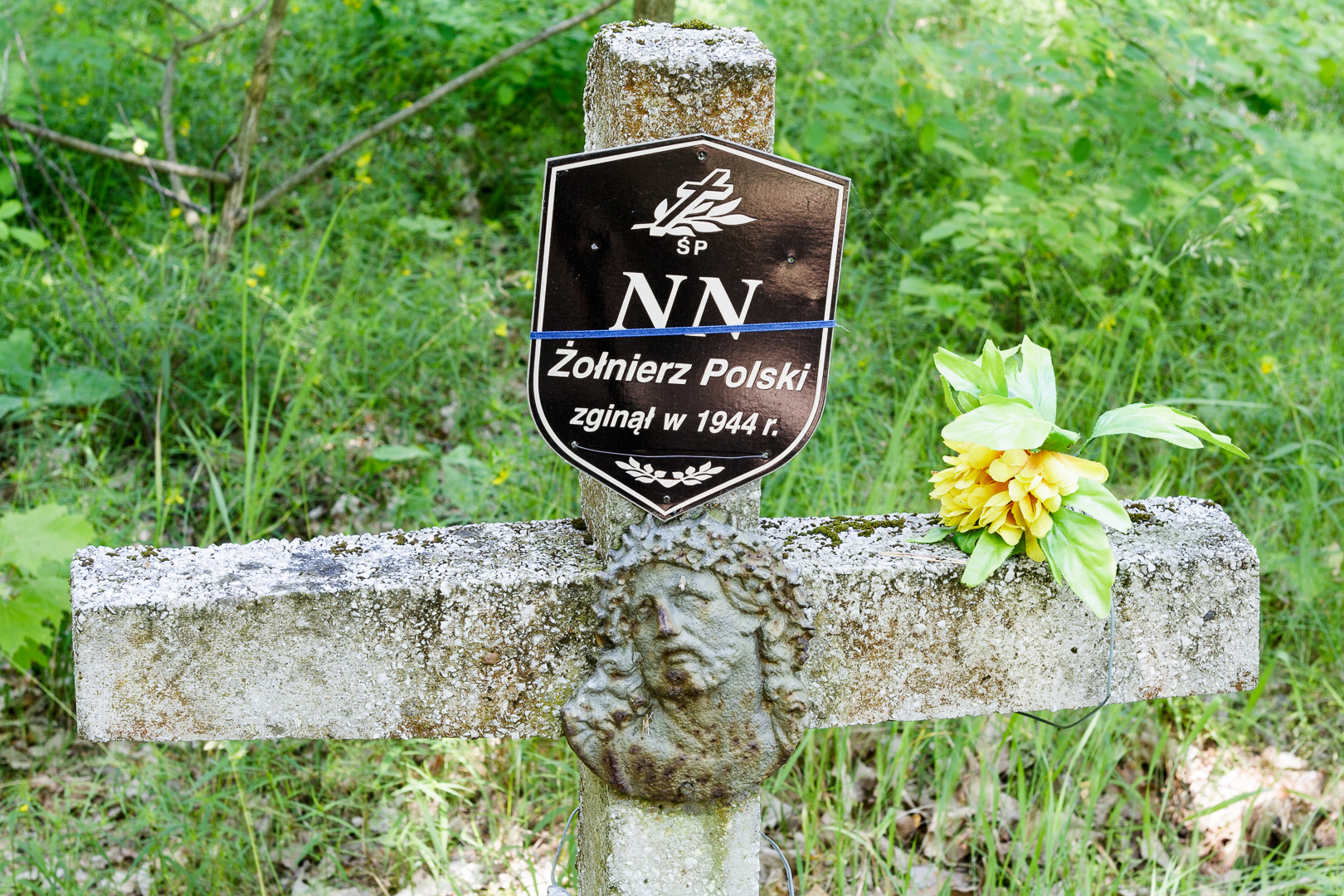
Wierzchołek krzyża na grobie nierozpoznanego żołnierza w Starej Miłosnej w Wesołej w Warszawie.

'N.N., NN, – skrótowiec stosowany głównie w terminologii prawniczej i kryminalistyce na określenie osoby, której tożsamości nie ustalono. Pochodzi od łacińskich słów nomen nescio (dosł. imienia nie znam), non notus (nieznany) lub nomen nominandum (imię do ustalenia). W języku polskim przyjęło się rozwijać NN do nazwisko nieznane.
Termin ten wywodzi się ze starożytnego Rzymu, gdzie był używany przy i do oznaczenia osoby występującej w kazusie przeznaczonym dla adeptów nauki prawa.